# 福山駅

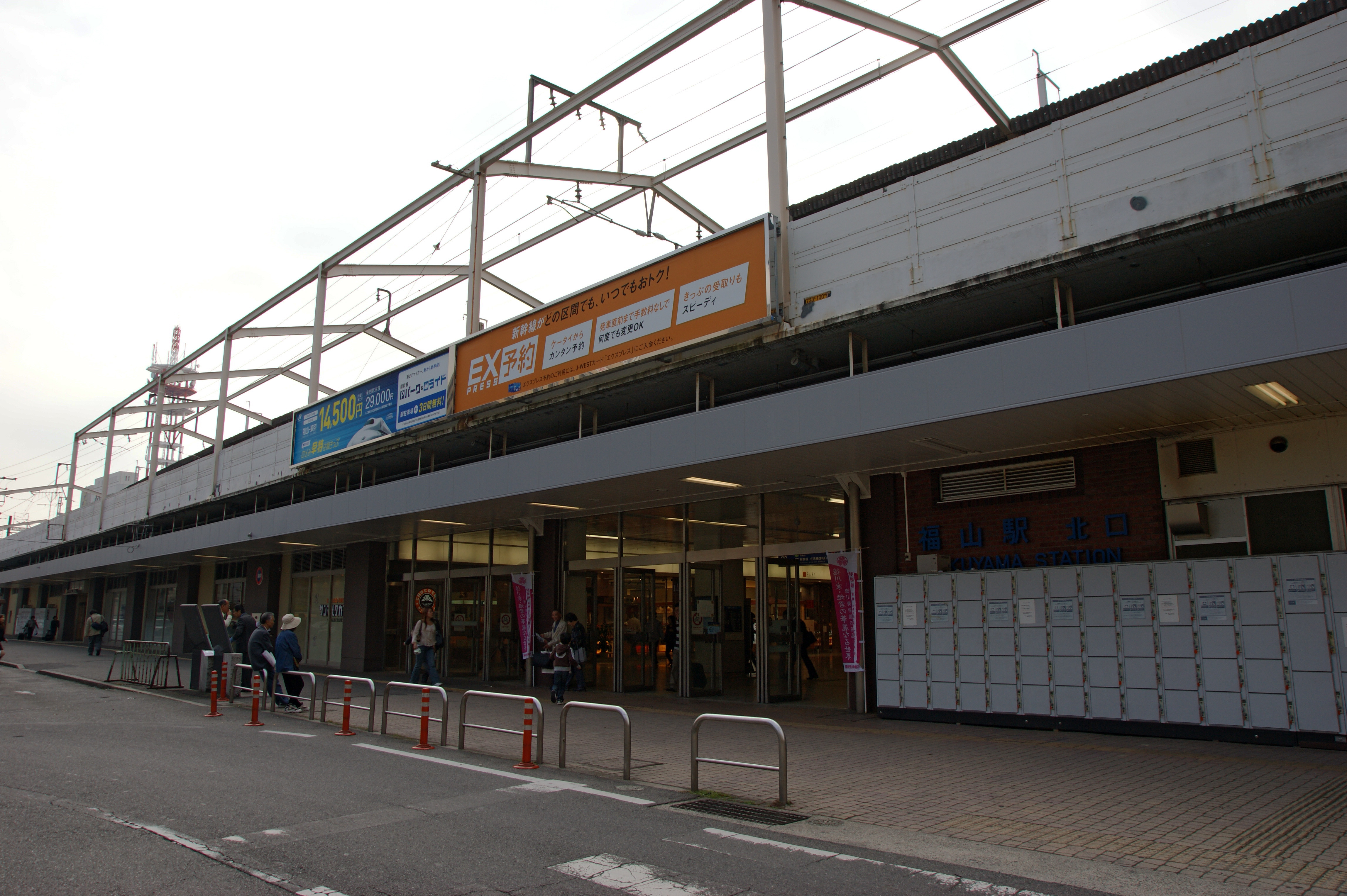
福山城口（2008年10月）

福山駅（ふくやまえき）は、広島県福山市三之丸町にある、西日本旅客鉄道（JR西日本）・日本貨物鉄道（JR貨物）の駅。

## 概要
新幹線は一部の「のぞみ」「みずほ」、全ての「さくら」が停車する他（臨時列車である574号と576号は通過する）、陸路では駅南北口より長距離高速バスが多数設定されており、広島県東部と岡山県井笠地方を結ぶ広域都市圏のターミナル駅である。また、西瀬戸自動車道を経由し、芸予諸島の島々や愛媛県松山市・今治市行の高速バスも発着しているため、本州から四国への乗換え駅としての機能も併せ持つ。
山陽新幹線と、在来線における当駅の所属線である山陽本線、当駅起点の福塩線が乗入れている。井原線の列車は神辺駅から福塩線経由で一日数本乗入れている。JR貨物は、山陽本線のみ第二種鉄道事業免許を有している。
山陽新幹線は「のぞみ」、「さくら」と「こだま」がそれぞれ毎時1本ずつ停車し、朝夕は「ひかり」、一部の「みずほ」も停車する。
かつて山陽線の岡山駅 - 当駅間で運行された快速「サンライナー」の始発・終着駅であった。在来線はICOCAの利用エリアに含まれている。なお2016年春より、新たに自動発車案内システムと当駅を起点に、岡山 - 当駅経由 - 糸崎（後に三原も含む）、福塩線方面にそれぞれ別の路線記号とラインカラーが導入された。駅番号は山陽線のみ設定されており、岡山方面がJR-W14、三原方面がJR-X14となっている。
備後地方最大の都市である福山市の中心駅である。駅のすぐ北側には福山城があり、ホームからもその姿を眺めることができる。
事務管コードは▲650620を使用している。

## 歴史

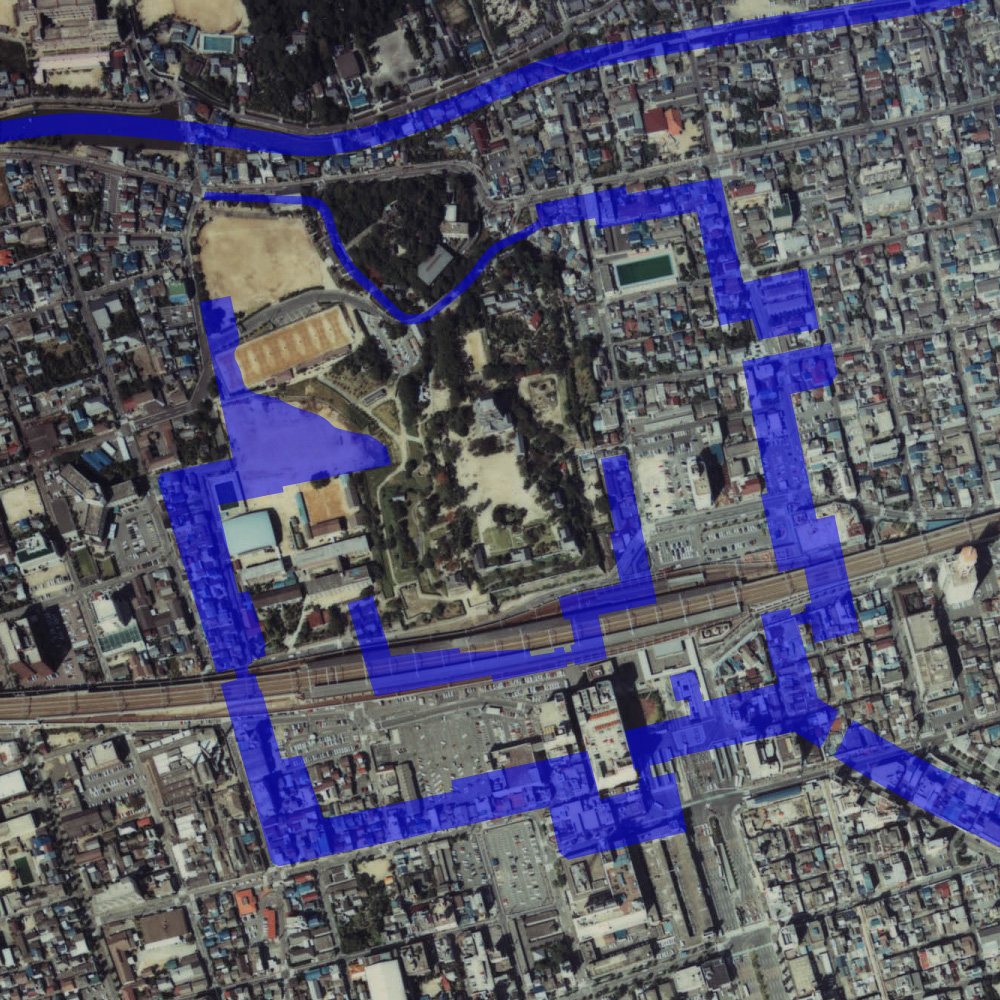
駅周辺の航空写真。青塗りが福山城の堀跡。

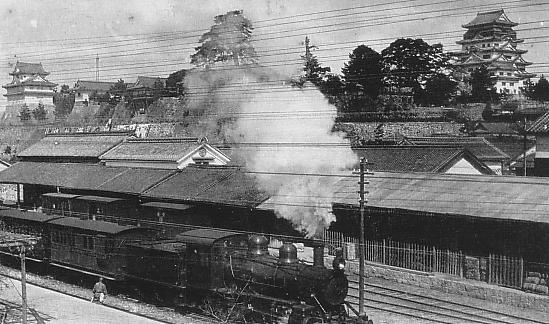
戦前の駅

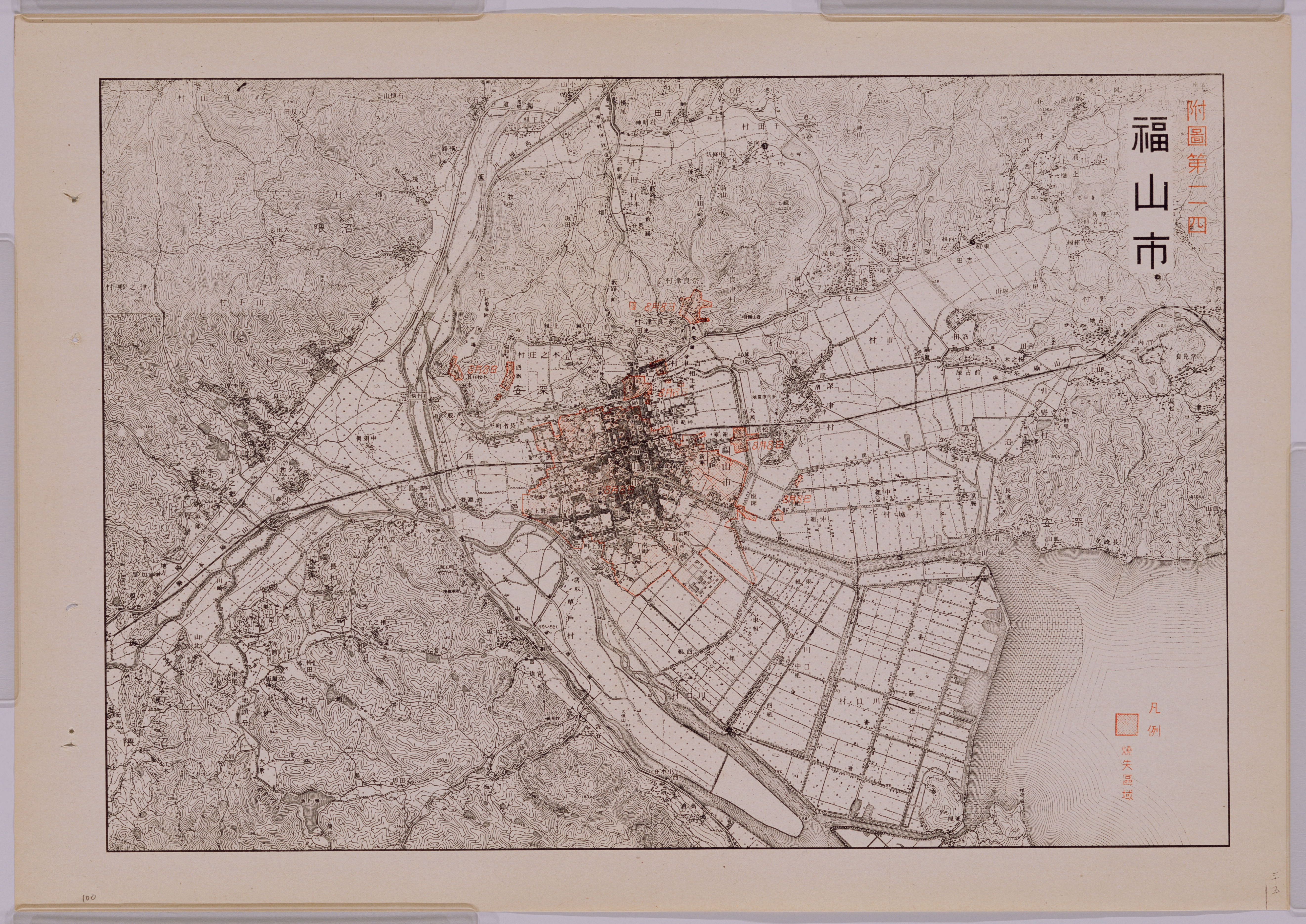
1945年戦災概況図

福山駅は山陽鉄道の駅として、1891年（明治24年）に福山城の三の丸南側を東西に横断するように建てられた。そのため現在まで城から最も近い駅と呼ばれているが、正確には城内そのものである。現在のコンコースが二の丸正門である鉄御門及びその外枡形のあった場所である。
1935年（昭和10年）には、駅北側の両備福山駅から北に延びていた両備軽便鉄道が国有・準軌化に伴い、西から迂回する形で福山駅に引込まれた。また、これに関連する駅施設拡幅により、二の丸南側も削られ現在の福塩線は二の丸櫛形櫓・鉄砲櫓跡に敷設されている。

### 年表
- 1891年（明治24年）
  - 9月11日：山陽鉄道が笠岡駅から延伸し、その暫定的な終着駅として開設[11]。旅客・貨物取扱開始[3]。
  - 11月3日：山陽鉄道が尾道駅まで延伸し、途中駅となる[11]。
- 1893年（明治26年）4月21日：広島寄りに300メートル移設。
- 1906年（明治39年）12月1日：山陽鉄道国有化により官設鉄道の駅となる[11]。
- 1909年（明治42年）10月12日：線路名称制定。山陽本線所属となる。
- 1912年（明治45年）：同年頃に駅構内に福山警察署西町巡査派出所を設置[12]。
- 1913年（大正2年）11月17日：鞆鉄道線が開業。
- 1914年（大正3年）7月21日：両備軽便鉄道両備福山駅 - 府中町駅間が開通[11]。
- 1933年（昭和8年）9月1日：両備鉄道線が国有化[11]。鉄道省福塩線となる。
- 1935年（昭和10年）12月14日：福塩線福山駅 - 横尾駅間を新線に切替の上、両備福山駅を当駅に併合[11]。
- 1937年（昭和12年）：駅構内の福山警察署西町巡査派出所を福山警察署駅前巡査派出所に改称[12]。
- 1945年（昭和20年）8月8日：福山空襲で駅舎を半焼[13]。翌日早朝までに復旧が成され本線の運転再開[13]。
- 1947年（昭和22年）12月8日：福山市内に昭和天皇の戦後巡幸。お召し列車が発着[14]。
- 1954年（昭和29年）3月1日：鞆鉄道線が廃止[11]。
- 1965年（昭和40年）9月24日：みどりの窓口営業開始。
- 1966年（昭和41年）6月15日：貨物の取り扱いを廃止（東福山駅に移管）[3]。
- 1972年（昭和47年）4月：福塩線ホームを高架化[15]。
- 1973年（昭和48年）
  - 3月1日：旅行センター開業[16]。
  - 8月5日：上り線を高架線に切替え[15]。23時17分発のあさかぜ2号が高架初列車となる[15]。
- 1974年（昭和49年）
  - 9月24日：下り線を高架線に切替[17]。
  - 10月1日：駅舎改築[17]。
- 1975年（昭和50年）3月10日：山陽新幹線が岡山駅 - 博多駅間延伸により当駅に乗入[11]。
- 1987年（昭和62年）4月1日：国鉄分割民営化により、JR西日本の駅となる[11]。
- 2003年（平成15年）10月1日：「のぞみ」の停車駅となる[11]。
- 2005年（平成17年）2月21日：山陽新幹線の改札口に自動改札機を導入[18]。
- 2007年（平成19年）
  - 3月21日：上下線新幹線ホームにエレベーターを設置[19]。
  - 5月20日：在来線の改札口にICOCA対応の自動改札機を導入[20]。
  - 9月1日：ICカード「ICOCA」の利用が可能となる。
- 2008年（平成20年）3月1日：山陽本線上下線ホームにエレベーター設置[21]。
- 2019年（令和元年）
  - 5月9日：出入口の愛称を公募により制定。南口は「ばら公園口」、北口は「福山城口」となる[22]。
  - 9月30日：愛称が入った出入口の案内表示を使用開始[23]。
- 2020年（令和2年）9月：駅ナンバリングが導入され、使用を開始[24][25]。
- 2021年（令和3年）10月20日：みどりの券売機プラスを導入[26]。
- 2023年（令和5年）4月1日：観光案内所をリニューアルオープン[27]。

## 駅構造
当駅は、1891年に福山城の三の丸や内堀・外堀の一部を埋め立てた跡に出来た。1975年の山陽新幹線開通に合わせて在来線の高架工事と、その上に新幹線高架設置工事を行ったため、重層式の3層構造高架駅となった。3階が新幹線ホーム、2階が山陽本線・福塩線（井原鉄道直通含む）ホーム、1階は駅ビル・コンコース・自由通路となっている。
管理駅長が配置された、直営駅であり、大門駅から松永駅までを管理する。
新幹線改札は2005年2月に、在来線改札は2007年5月に自動改札化され、同年9月からはICOCAのサービスを開始した。バリアフリー対策として2007年3月に新幹線ホームへ、2008年3月には山陽本線ホームへのエレベーターが利用開始され、同年10月から福塩線ホームにも使用開始。また2008年に自動改札機の増設工事を行った。
駅ビルのサントークは高架橋の耐震補強工事により2007年7月より一旦閉店され、同年11月に「さんすて福山（サンステーションテラス福山）」として再オープンした。2014年3月にはさんすて福山の増築工事が完了し、駅南口のイメージが開業以来大きく変化した。また、合わせて山陽本線ホームにある待ち合いベンチが増え、多くの利用客が使用できるようになった。
駅スタンプは「福山城と鞆の浦」。

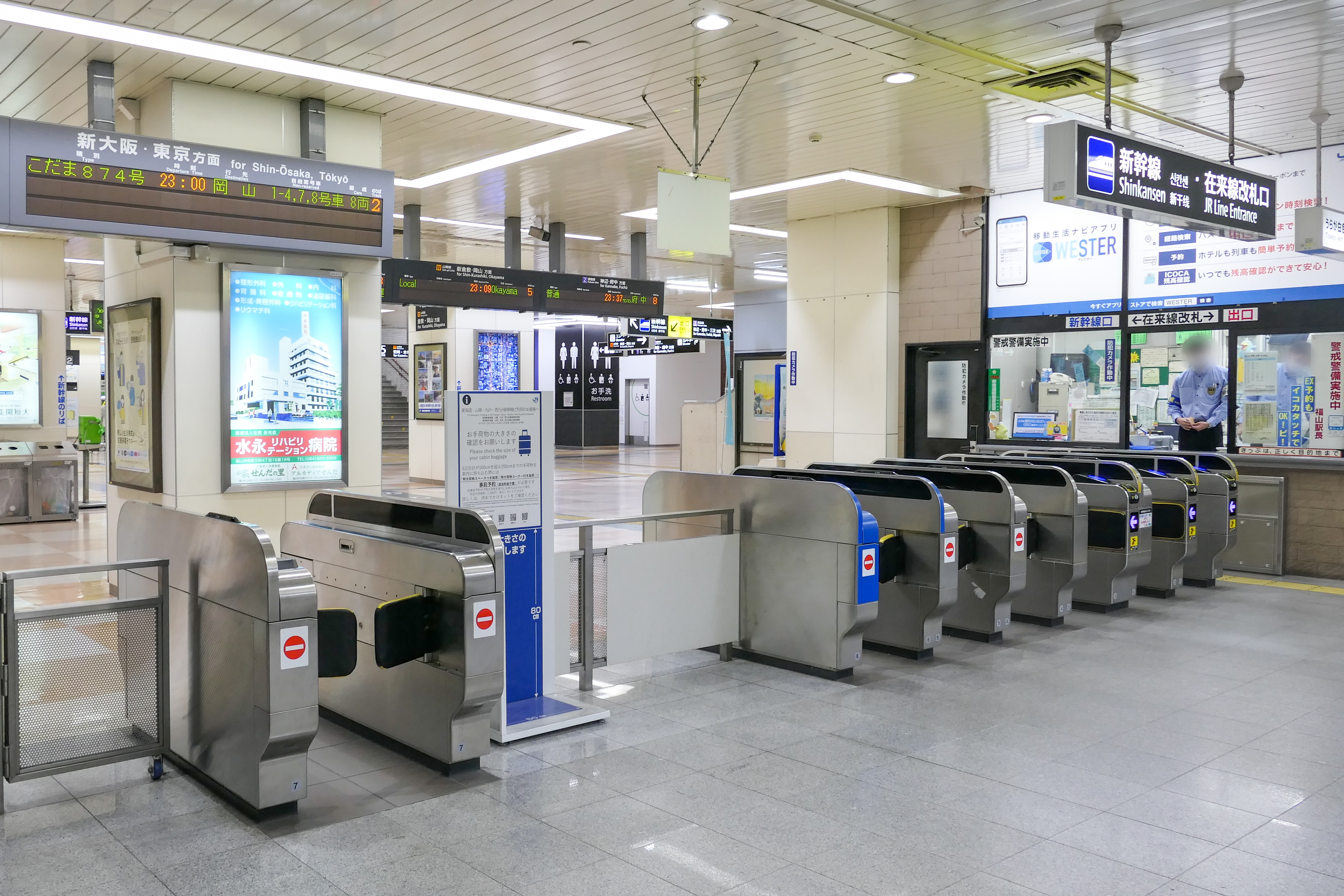
在来線改札口（2023年6月）
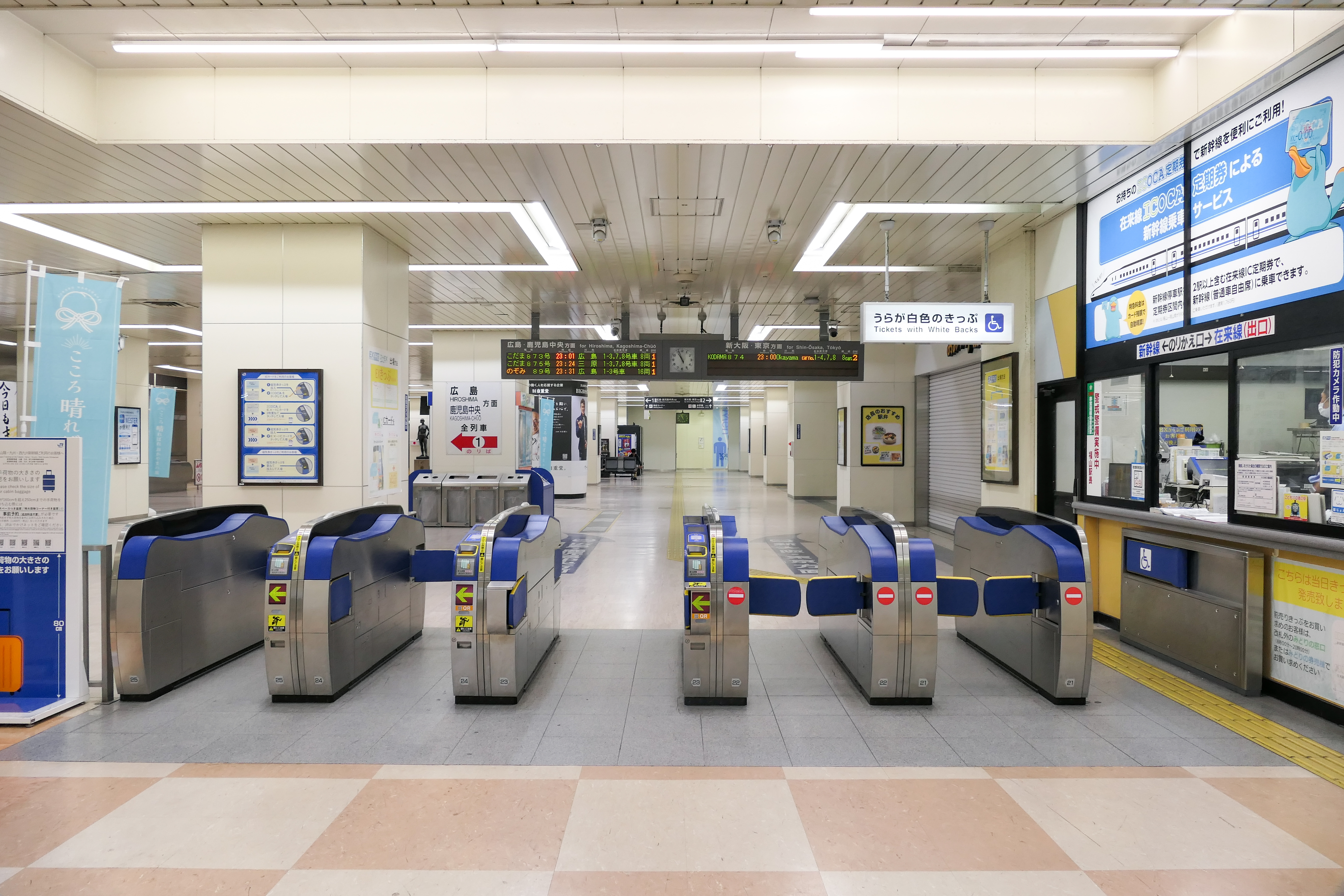
新幹線改札口（2023年6月）
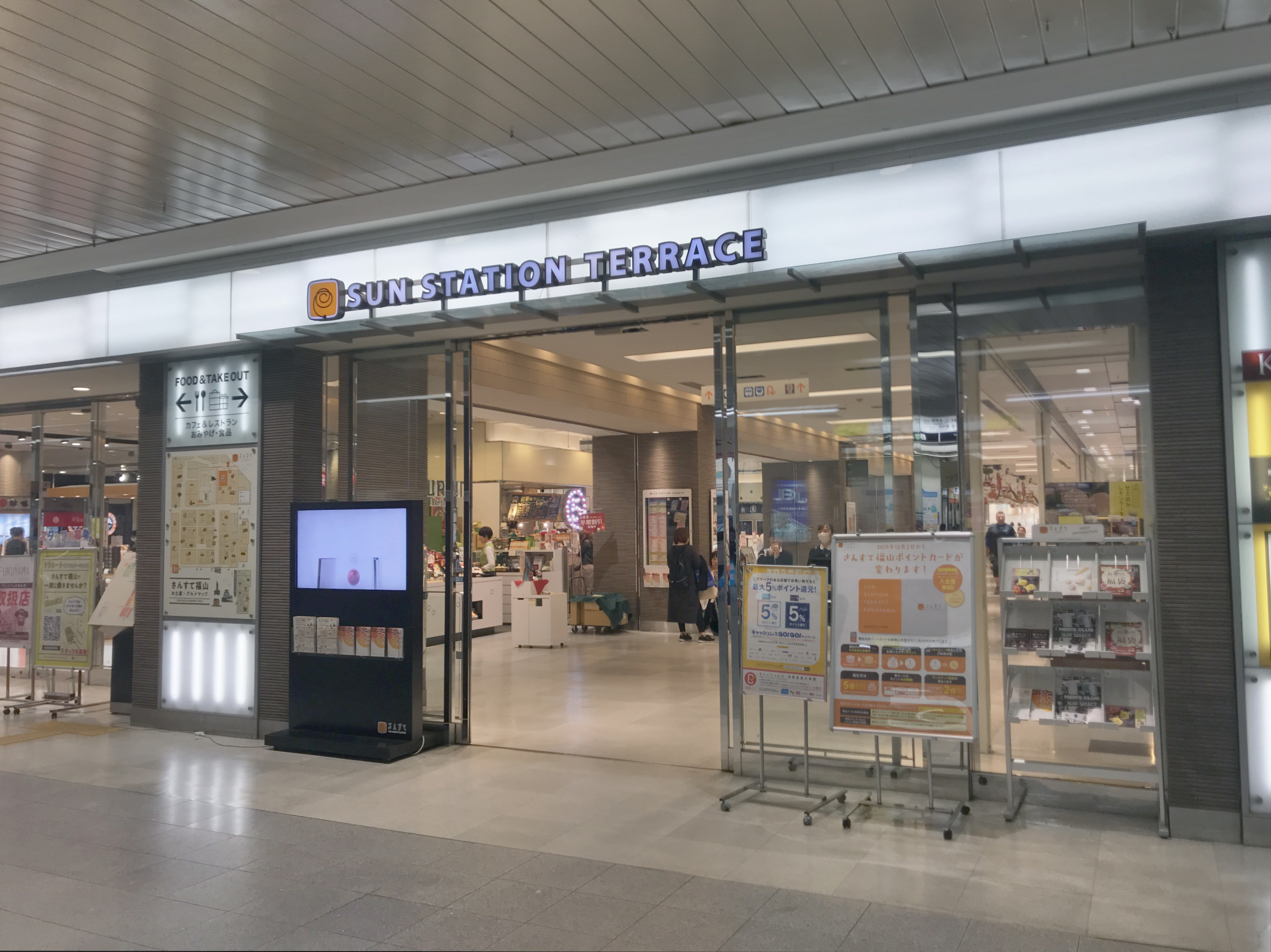
「サンステーションテラス福山」（2019年11月）

### 新幹線
新幹線は、16両対応（ホーム長410メートル）の相対式ホーム2面2線（ホームがあるのは外側の待避線であり、内側に上下通過線2線を挟む）を有する高架ホーム。構内は博多方向に向かって右方向に半径3,500メートルの曲線を描いている。
| のりば | 路線       | 方向 | 行先                       |
| ------ | ---------- | ---- | -------------------------- |
| 1      | 山陽新幹線 | 下り | 広島・博多・鹿児島中央方面 |
| 2      | 山陽新幹線 | 上り | 新大阪・東京方面           |

- 夜間滞泊が設定されている。

### 在来線
在来線は2階に島式ホーム3面6線を有し、基本的に1面ずつ山陽線下り、山陽線上り、福塩線と割当てられている。
3番のりばは当駅始発の折返し（上り列車は、芦田川橋梁の広島方にある福山新幹線保線区の近くの渡り線で下り線に転線して逆線運転）や工臨・トワイライトエクスプレスを使用したツアーや長時間待避の下り普通列車等の停車等に使われ、4番のりばは尾道・三原方面の下り列車、5番のりばは新倉敷・岡山方面の上り列車、6番のりばは当駅始発の列車が入線して折返し（下り列車は当駅の東側の東6番ガードにある渡り線で上り線に転線して逆線運転）運転を行う他、長時間待避の普通の停車に使われる。かつては金光教の団体列車なども入線した。福塩線は7・8番のりばを使用するが、上り方向で山陽本線上り本線と接続している。山陽本線と福塩線を直通する普通列車や、早朝の当駅始発列車は7番のりばを使用する。かつては当駅の東福山側に分岐点、両渡り線があったが3・4番のりばから上り本線へのポイントは現在、撤去されているため、上り方向からの折返しは6・7番のりばで行っている。
在来線ホームでは季節ごとに変化する接近メロディーが導入されている。メロディーは全のりば共通である。
- 12月 - 2月：「スキー」（文部省唱歌）
- 3月 - 5月：「百万本のバラ」
- 6月 - 8月：「海」（文部省唱歌）
- 9月 - 11月：「もみじ」（文部省唱歌）

| のりば | 路線     | 方向   | 行先                       | 備考                    |
| ------ | -------- | ------ | -------------------------- | ----------------------- |
| 3・4   | 山陽本線 | 下り   | 尾道・三原方面             |                         |
| 5・6   | 山陽本線 | 上り   | 倉敷・岡山方面             | 一部は7番のりばから発車 |
| 7・8   | 福塩線   | 福塩線 | 神辺・府中・井原鉄道線方面 |                         |

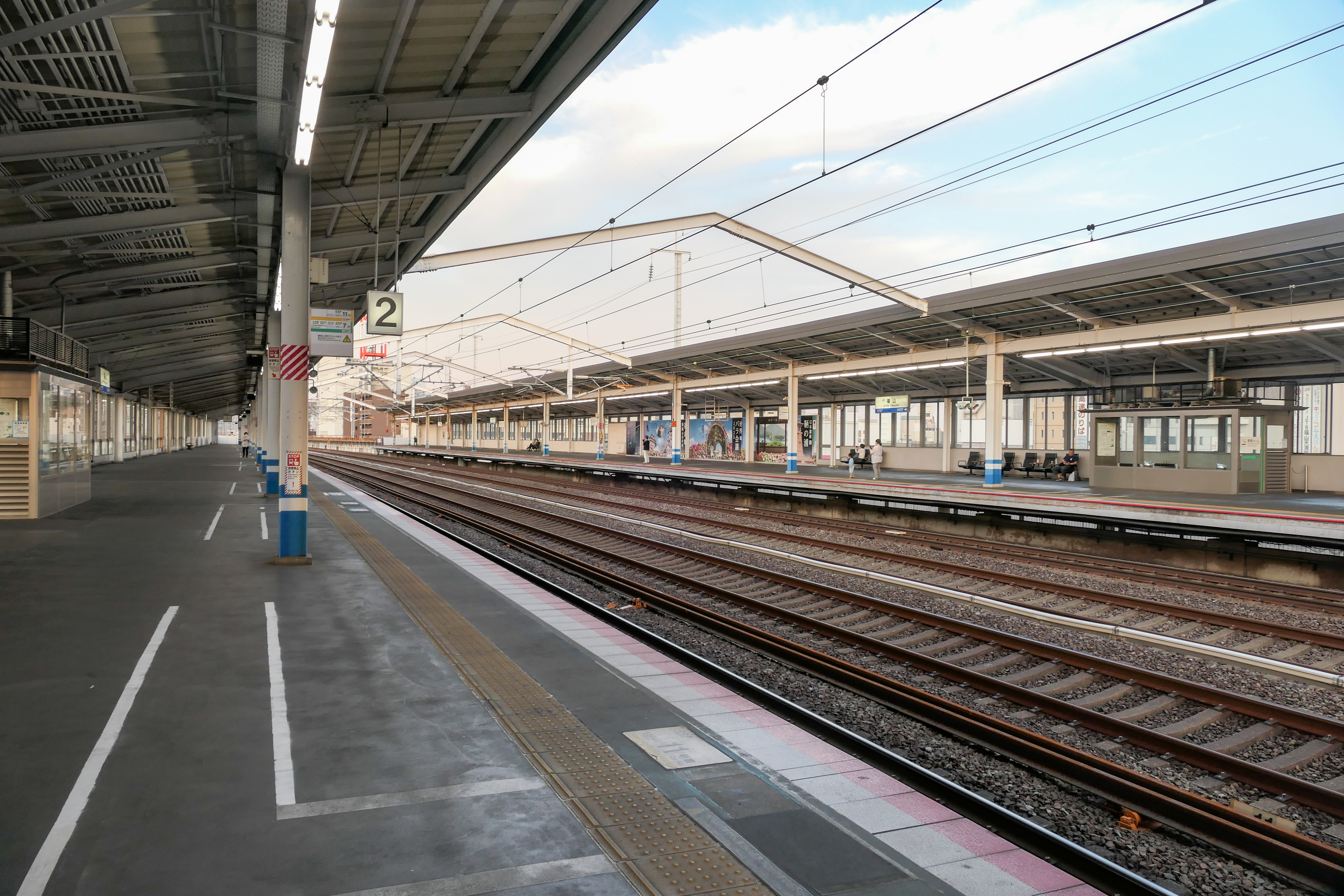
新幹線1・2番線ホーム（2023年6月）
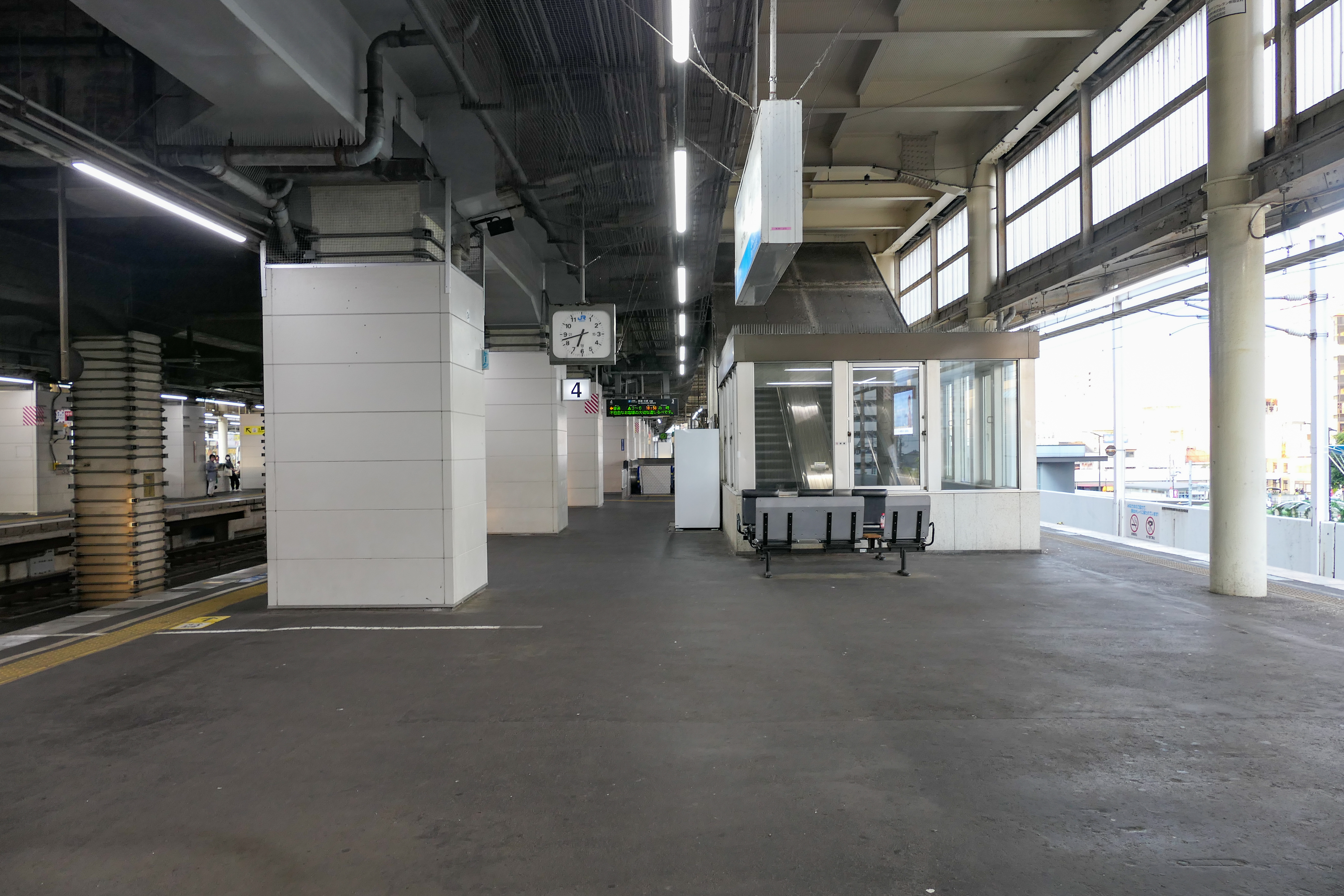
在来線3・4番線ホーム（2023年6月）
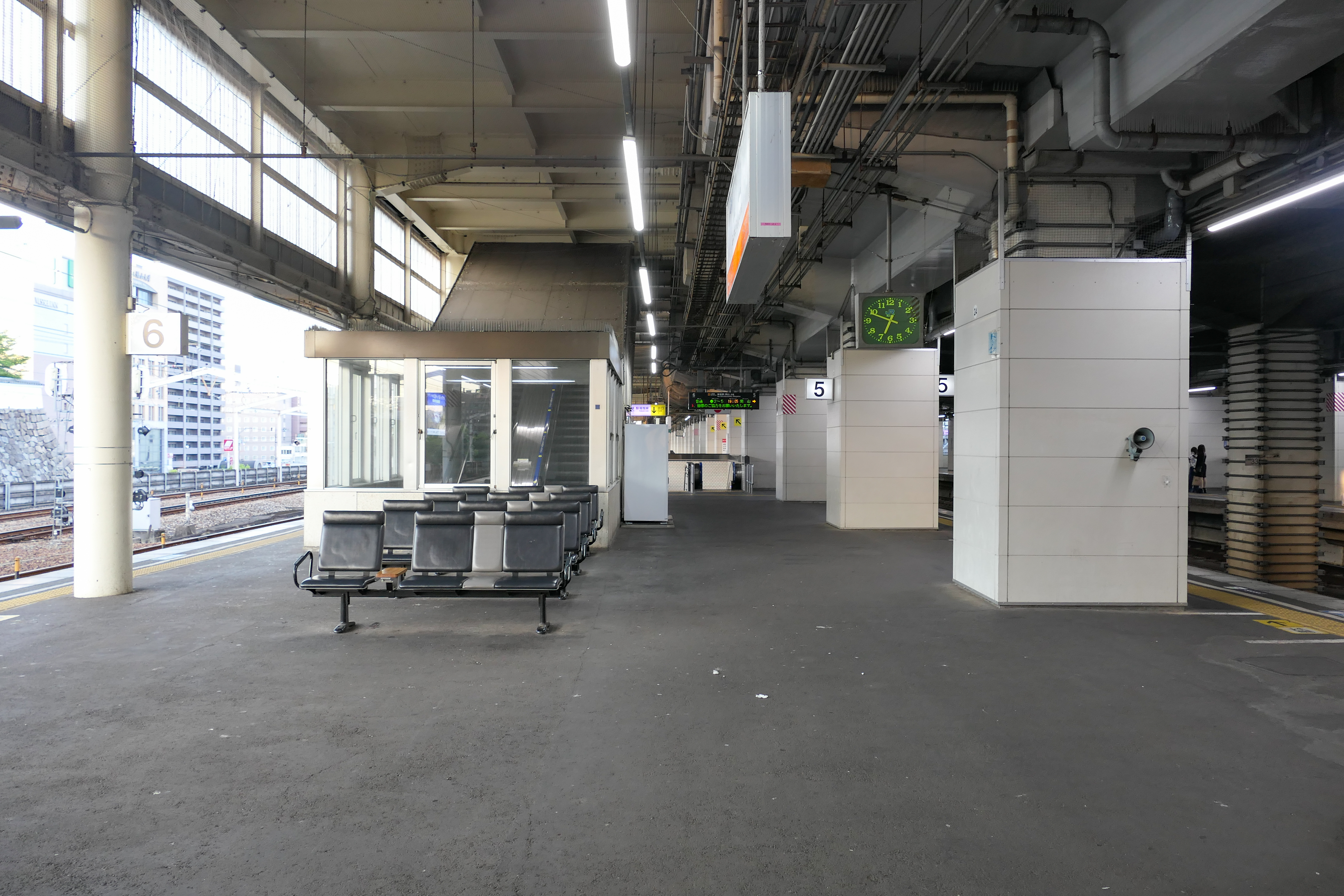
在来線5・6番線ホーム（2023年6月）
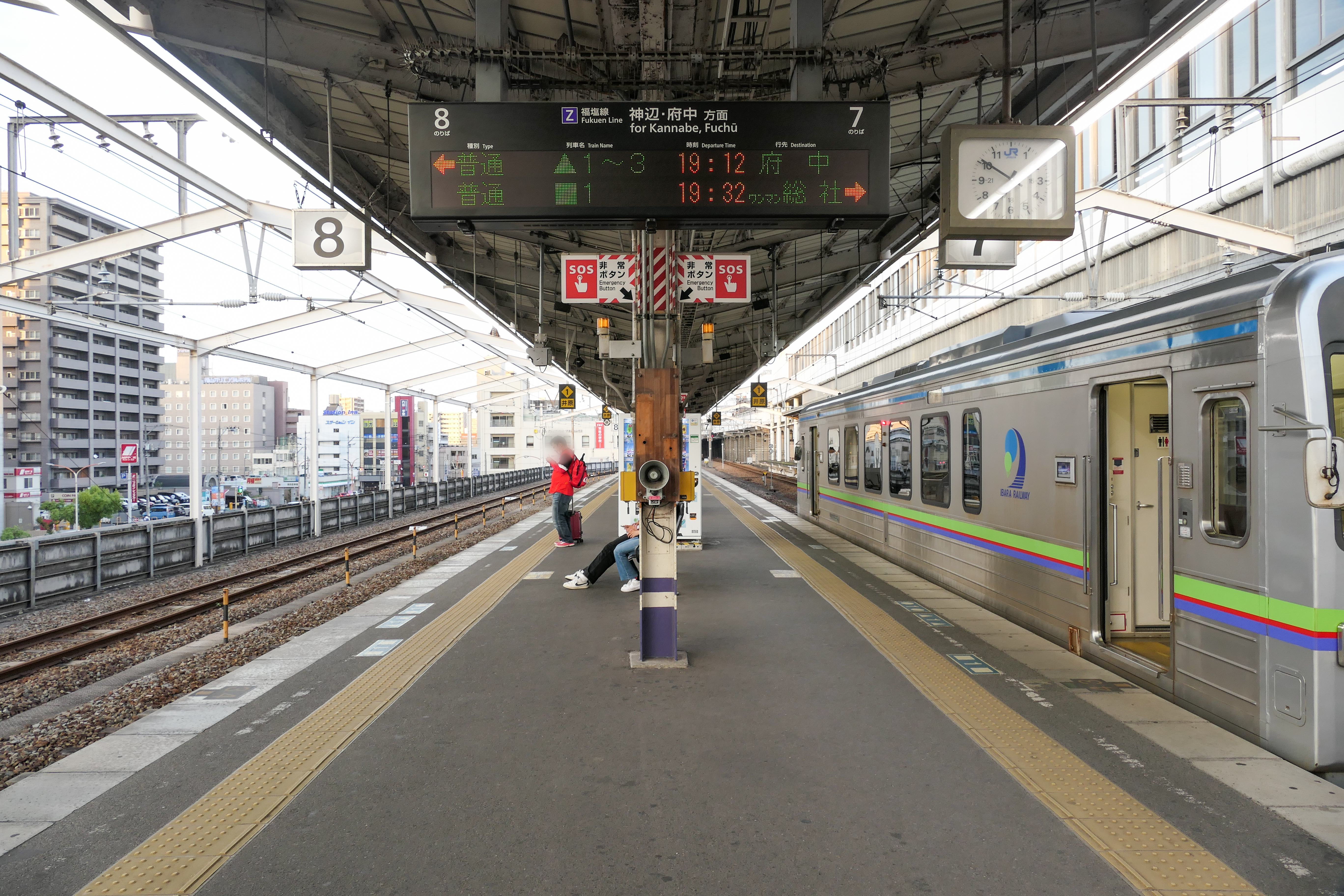
在来線7・8番線ホーム（2023年6月）

### 貨物取扱
2016年頃からJR貨物の車扱貨物取扱駅として扱われている。不定期列車ではあるが、東福山駅との間でレール輸送の高速貨物列車が運行されている。

### 駅構内の施設
改札内
- みどりの窓口（在来線改札横・新幹線乗換口の2箇所ある）
- セブンイレブン
- 駅弁販売所（浜吉）
- 軽食スタンド

改札外
- 日本旅行
- ハートイン
- 福山駅ビル「さんすて福山」
- スターバックスコーヒー

## 駅弁
主な駅弁は下記の通り。
- 瀬戸内たべくらべ弁当
- 漫遊弁当
- 元祖珍辨たこめし
- 福山ばらずし
- ふっくら牡蠣わっぱ
- 福山
- 備後名物うずみいなり
- 広島名物あなごめし
- 松茸牛すき弁当（7 - 11月販売）
- 二代目あなごあいのせ重
- 春彩すき焼き弁当（12 - 6月販売）

## 利用状況
近年の1日平均乗車人員は以下の通り。中国・四国地方では広島駅・岡山駅に次ぐ第3位である。福山市の資料では「1日4万人が乗降」と記載するものもある。2023年度の1日当たりの利用者数は38,310人。
| 年度                | 1日平均 乗車人員 | 出典   |
| ------------------- | ---------------- | ------ |
| 1987年（昭和62年）  | 22,926           | [ 38 ] |
| 1988年（昭和63年）  | 23,486           | [ 38 ] |
| 1989年（平成 元年） | 23,451           | [ 38 ] |
| 1990年（平成02年）  | 24,046           | [ 38 ] |
| 1991年（平成03年）  | 24,743           | [ 38 ] |
| 1992年（平成04年）  | 25,754           | [ 38 ] |
| 1993年（平成05年）  | 25,379           | [ 38 ] |
| 1994年（平成06年）  | 23,909           | [ 38 ] |
| 1995年（平成07年）  | 23,992           | [ 38 ] |
| 1996年（平成08年）  | 24,327           | [ 38 ] |
| 1997年（平成09年）  | 23,570           | [ 38 ] |
| 1998年（平成10年）  | 22,718           | [ 38 ] |
| 1999年（平成11年）  | 21,979           | [ 38 ] |
| 2000年（平成12年）  | 21,125           | [ 38 ] |
| 2001年（平成13年）  | 20,398           | [ 38 ] |
| 2002年（平成14年）  | 19,797           | [ 38 ] |
| 2003年（平成15年）  | 20,155           | [ 38 ] |
| 2004年（平成16年）  | 20,011           | [ 38 ] |
| 2005年（平成17年）  | 20,086           | [ 38 ] |
| 2006年（平成18年）  | 20,133           |        |
| 2007年（平成19年）  | 20,051           |        |
| 2008年（平成20年）  | 19,773           |        |
| 2009年（平成21年）  | 19,037           |        |
| 2010年（平成22年）  | 19,038           |        |
| 2011年（平成23年）  | 19,143           |        |
| 2012年（平成24年）  | 19,297           |        |
| 2013年（平成25年）  | 19,994           |        |
| 2014年（平成26年）  | 19,706           |        |
| 2015年（平成27年）  | 20,522           |        |
| 2016年（平成28年）  | 20,904           | [ 39 ] |
| 2017年（平成29年）  | 21,189           |        |
| 2018年（平成30年）  | 21,270           |        |
| 2019年（令和 元年） | 21,187           | [ 40 ] |
| 2020年（令和02年）  | 14,619           | [ 41 ] |
| 2021年（令和03年）  | 14,881           | [ 42 ] |

## 駅周辺

### 福山城口
福山城がすぐ側にそびえ立つ。
- 福山城 (福山市立福山城博物館)

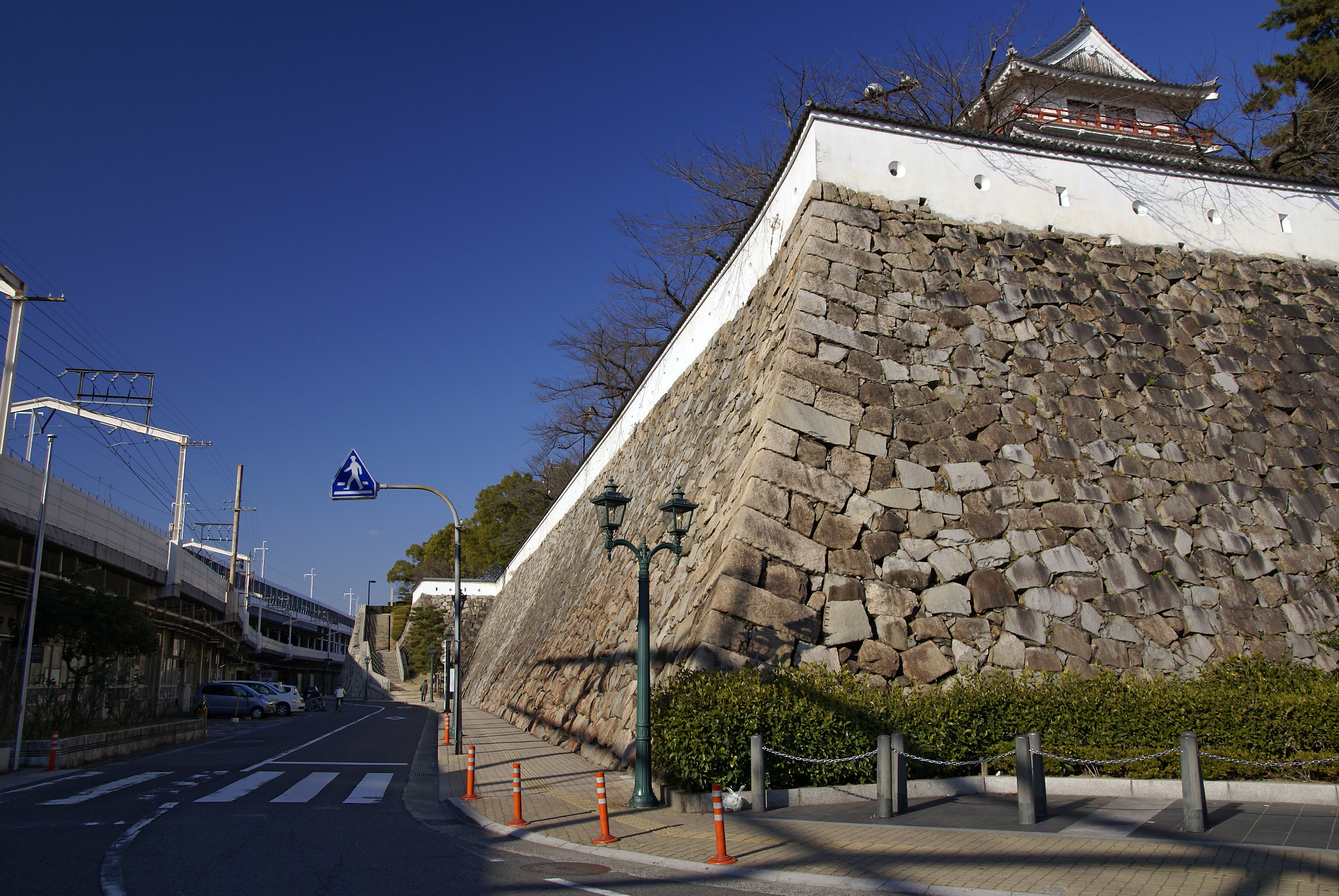
福山城口と福山城（2008年2月）

- ふくやま草戸千軒ミュージアム（広島県立歴史博物館）
- ふくやま美術館
- ふくやま文学館
- 福山商工会議所
- 福山YMCA国際ビジネス専門学校
- 穴吹情報デザイン専門学校
- 穴吹医療福祉専門学校
- 穴吹調理製菓専門学校
- 穴吹動物専門学校
- 広島県東部美容専門学校
- 福山市武道館
- 福山市人権平和資料館
- 福山八幡宮
- 備後護国神社
- 三蔵稲荷神社
- 福山自動車時計博物館
- 福山大学宮地茂記念館
- 河合塾福山校
- 鯉城学院福山校
- 福山ステーションイン
- 福山オリエンタルホテル
- キャッスルイン福山
- 丸之内ホテル
- サンホテル福山
- ローズガーデンホテル
- St. ヴァレンタイン福山（新幹線から見える、西洋を彷彿させる2本の尖塔が特徴の結婚式場）
- 福山城西病院

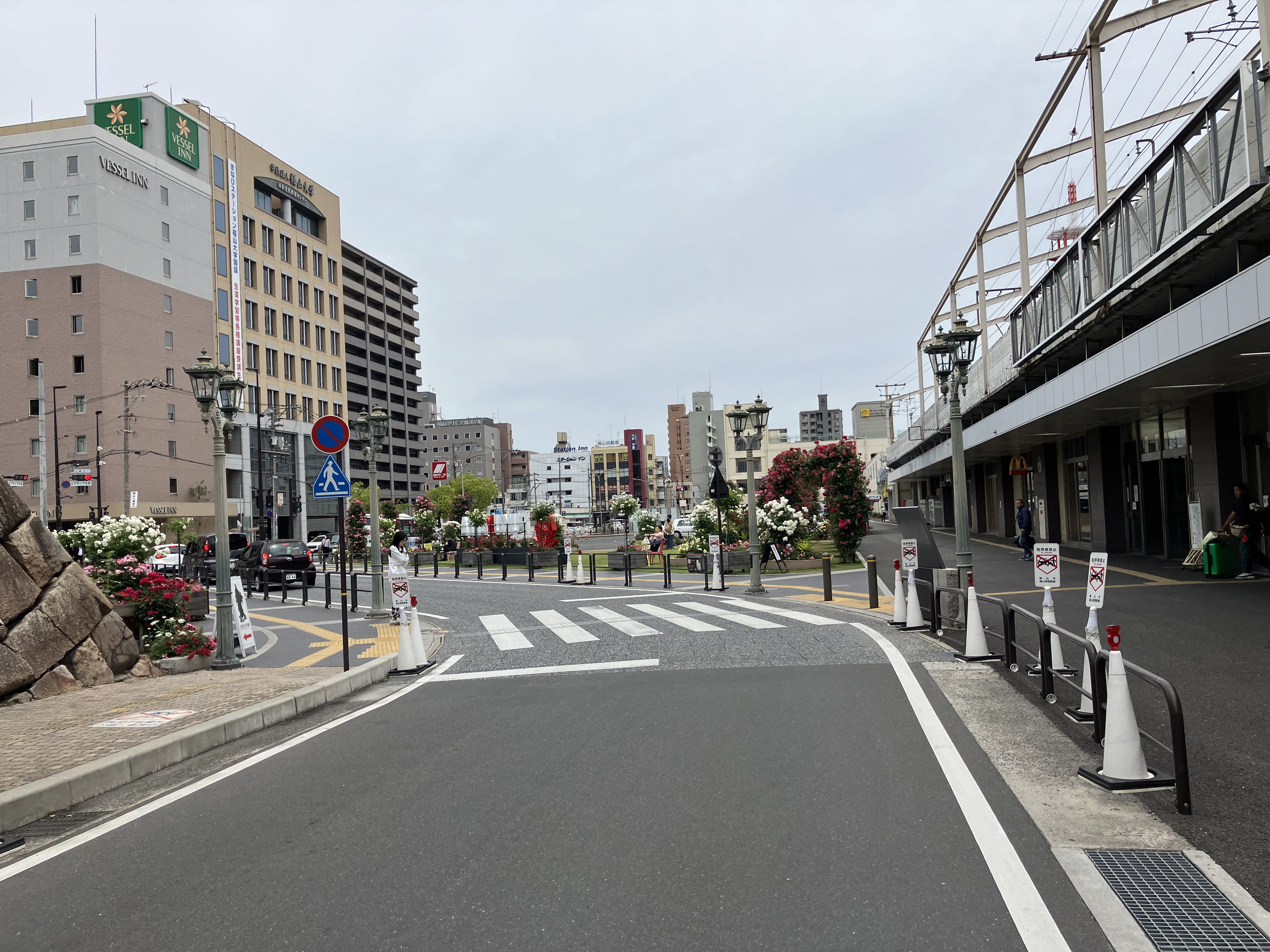
福山城口の通り（2025年5月）

### ばら公園口

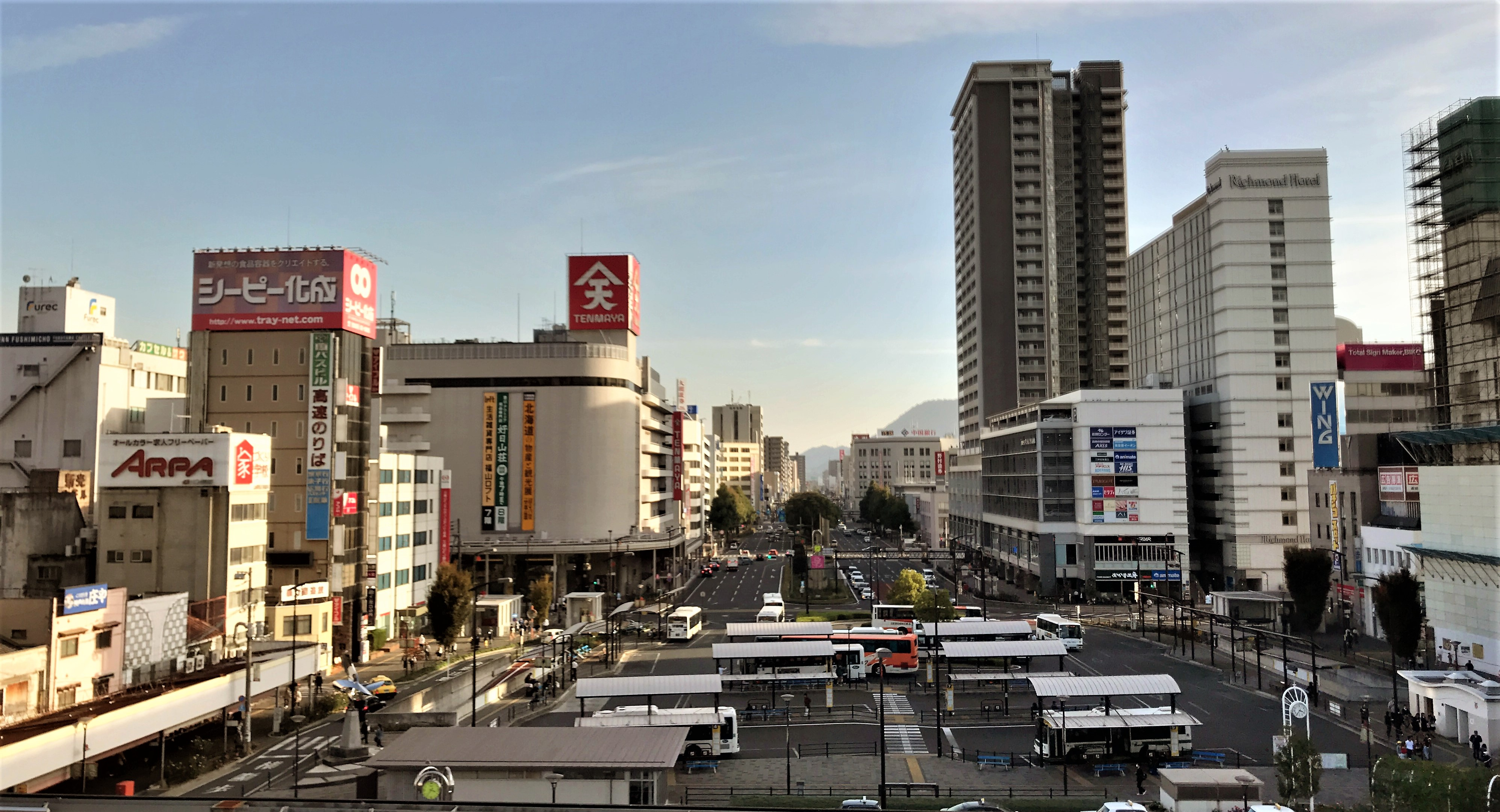
ばら公園口（2019年11月）

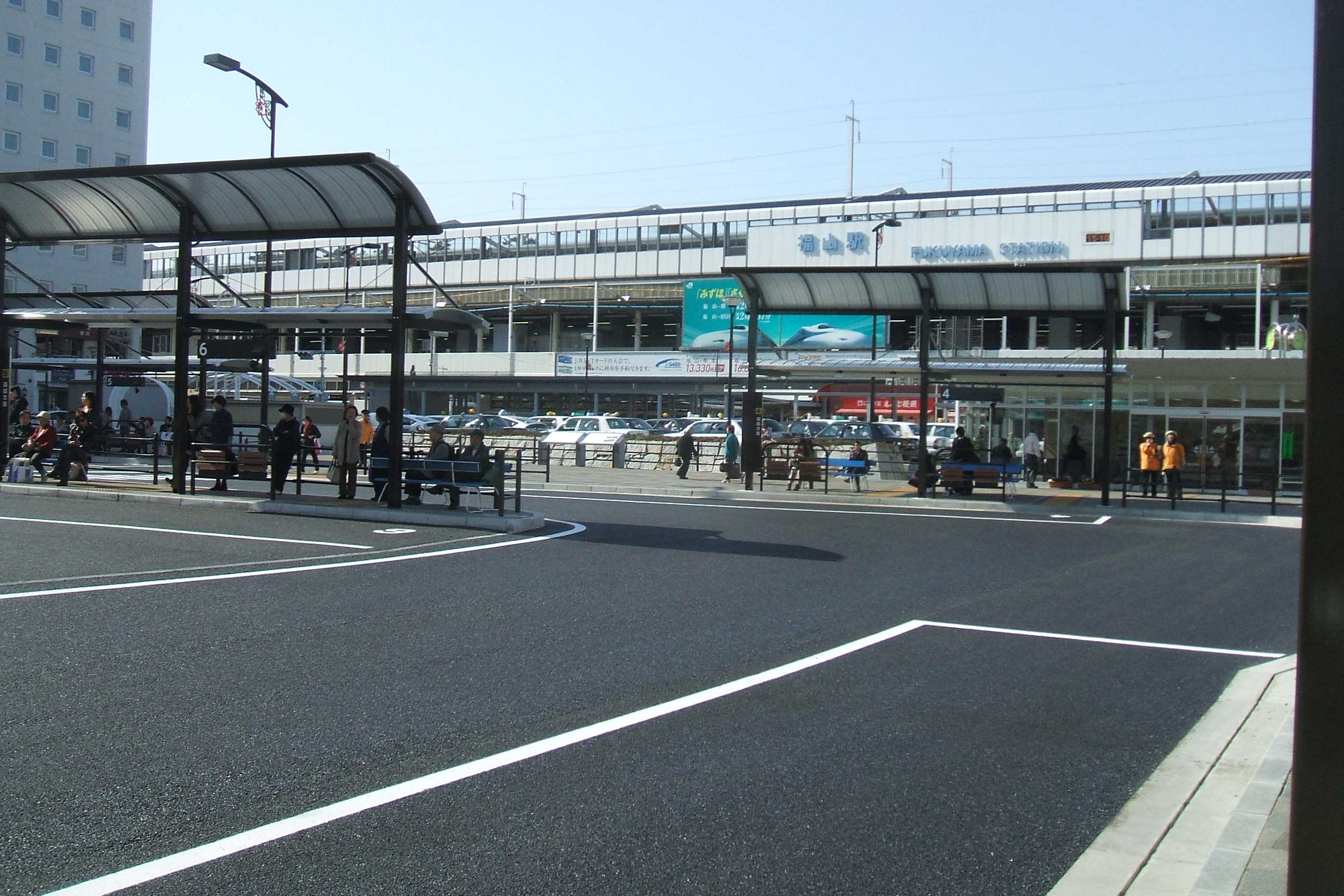
ばら公園口のバスターミナル（2012年3月）

ばら公園口は古くから福山市中心部の一部として開けており、福山市役所等行政機関、広島銀行を始めとして多くの金融機関が出店している他、天満屋福山店等の商業施設も立地している。1961年に建設された福山繊維ビルが、老朽化により再開発事業が行われ、アイネスフクヤマが2011年2月に完成した。駅南東側の伏見町にも複合ビルを中心とした再開発計画があったが頓挫、再開発準備組合は2016年に解散した。
その後、2016年に当選した枝廣直幹市長の下で市役所内に福山駅前再生推進室、次いで福山駅前再生協議会が設置され、2018年3月、20年後の完成を目標とした「福山駅前再生ビジョン」が公表された。当面は、デザイン会議によりビジョンを具体化し、3年間リノベーションまちづくりを行い、4年目以降に道路や駐車場の整備がなされる計画となっている。また、同年4月には6年以上閉鎖が続いていたキャスパなどの再開発計画も発表された。
- 五浦釣人像
- アイネスフクヤマ（東桜町地区再開発ビル）
- 天満屋福山店
- RiM-f（リム・ふくやま）
- 福山ニューキャッスルホテル
- 福山東警察署駅前交番[47]
- 福山市役所
- NHK福山支局・文化センター
- 広島県民文化センターふくやま
- エストパルク
- 福山郵便局
- JTB福山支店
- 広島銀行福山営業本部
- もみじ銀行福山支店
- 中国銀行福山支店
- トマト銀行福山支店
- 三菱UFJ銀行福山支店
- みずほ銀行福山支店
- 三井住友銀行福山支店[48]
- 三井住友信託銀行福山支店
- 山陰合同銀行福山支店
- 伊予銀行福山支店
- 西日本シティ銀行福山支店
- しまなみ信用金庫福山営業本部
- 野村證券福山支店
- 日興コーディアル証券福山支店
- 大和証券福山支店
- 三菱UFJモルガン・スタンレー証券福山支店
- 鷗州塾福山校
- 福山ターミナルホテル
- 山陽第2ビル
  - 広島県赤十字血液センター福山出張所（献血ルームばら）
- 福山市立西小学校
- フレスタ 草戸店
- 東横INN福山新幹線南口
- ホテルリブマックス福山駅前
- ダイワロイネットホテル福山駅前
- ホテル1-2-3福山

## バス路線

### 福山城口
| 一般路線バス（福山駅北口） | 一般路線バス（福山駅北口）               | 一般路線バス（福山駅北口） | 一般路線バス（福山駅北口） |
| のりば                     | 運行事業者                               | 路線名                     | 系統・行先                 |
| -------------------------- | ---------------------------------------- | -------------------------- | -------------------------- |
| ロータリー                 | ■ 中国バス ■ 井笠バスカンパニー ■ 鞆鉄道 | まわローズ                 | 02：青ルート（右まわり）   |

### ばら公園口

#### 都市間高速バス
| のりば | 運行事業者                                                  | 路線名                            | 行先                                                                   | 備考     |
| ------ | ----------------------------------------------------------- | --------------------------------- | ---------------------------------------------------------------------- | -------- |
| 3      | 中国バス 近鉄バス                                           | びんごライナー                    | 大阪国際空港（伊丹空港） 大阪駅前（地下鉄東梅田駅） 湊町バスターミナル |          |
| 3      | 中国バス 鞆鉄道                                             | エアポートリムジン                | 広島空港                                                               |          |
| 3      | 中国バス 鞆鉄道 広島交通                                    | ローズライナー                    | 広島バスセンター・広島駅南口                                           |          |
| 3      | 中国バス 本四バス開発 因の島バス                            | シトラスライナー                  | 因島北インター入口・土生港前                                           |          |
| 3      | 中国バス 鞆鉄道 瀬戸内しまなみリーディング 瀬戸内運輸       | しまなみライナー                  | 今治駅前・今治桟橋                                                     |          |
| 3      | 中国バス 本四バス開発 瀬戸内しまなみリーディング 伊予鉄バス | キララエクスプレス                | 松山市駅                                                               |          |
| 11・12 | 降車専用                                                    | 降車専用                          | 降車専用                                                               | 降車専用 |
| 運休中 | 中国バス 小田急ハイウェイバス                               | エトワールセト号                  | 新宿駅西口 新宿南口（バスタ新宿）                                      | 夜行便   |
| 運休中 | 中国バス                                                    | ドリームスリーパー Superior Class | 水道橋東京ドームホテル 大崎駅西口バスターミナル                        | 夜行便   |
| 運休中 | 中国バス                                                    | メイプルハーバー                  | 町田バスセンター・横浜駅前                                             | 夜行便   |
| 運休中 | 中国バス                                                    | 神戸ライナー                      | 三宮バスターミナル 神戸ポートタワー前                                  |          |
| 運休中 | 中国バス                                                    | きんさいライナー                  | 道の駅世羅・三良坂・塩町 三次ワイナリー・三次駅前                      |          |
| 運休中 | 中国バス JR九州バス                                         | 広福ライナー                      | 博多バスターミナル                                                     | 夜行便   |

#### 一般路線バス
中国バス・井笠バスカンパニー・鞆鉄道（トモテツバス）によって運行されている。
| のりば | 運行事業者                               | 系統・行先 | 備考                                                                                 |
| ------ | ---------------------------------------- | --- | ------------------------------------------------------------------------------------ |
| 1      | ■ 中国バス                               | 11：目崎車庫 11-1・12-1：市出張所 11-2：如水館前 12-2：中国中央病院 13：油木 13-1：東城駅前                                                                                      | 「11-2」は学校休校日は運休 「12-2」は平日のみ運行 「13」「13-1」は平日・土曜のみ運行 |
| 1      | ■ 井笠バスカンパニー                     | 15：井原バスセンター |                                                                                      |
| 2      | ■ 中国バス                               | 21・21-1：鋼管病院 21-2：引野口 22-1：鋼管町 28：暁の星 | 「21」は平日のみ運行 「28」は学校休校日は運休                                        |
| 2      | ■ 井笠バスカンパニー                     | 23：伊勢丘三丁目 24：篠坂 24-1：笠岡駅 25：坪生 |                                                                                      |
| 4      | ■ 中国バス                               | 41：卸町 41-1・43-2・44・45・46：多治米車庫前 42：福山港 43-1：箕沖 47：三菱前方面（循環）                                                                                       | 「43-1」「46」「47」は平日のみ運行。 ただし、「47」は製作所休業日は運休              |
| 5      | ■ 鞆鉄道                                 | 51・52・54：鞆港 51-1：竹ヶ端 |                                                                                      |
| 6      | ■ 中国バス ■ 鞆鉄道                      | 61：瀬戸調整池前 |                                                                                      |
| 6      | ■ 鞆鉄道                                 | 61-1・62-1・63-1・64-1・65：千年橋 62-2・64-2：阿伏兎 62-3・64-3：内海農協前 62-4・64-4：常石 62-5：近大附属高校中学校前 66：みろくの里・正勝寺 67：松永 67-1：尾道駅前 68：満越 | 「66」は土曜・休日のみ運行                                                           |
| 7      | ■ 中国バス                               | 71：向陽循環（西町先回り） 71-1：向陽循環（北吉津先回り） 73：坂部 |                                                                                      |
| 8      | ■ 中国バス                               | 81：大谷台団地・幕山団地 81-1：幕山口・幕山団地 81-2：幕山口 | 「81-1」は平日・土曜のみ運行 「81-2」は平日のみ運行                                  |
| 8      | ■ 井笠バスカンパニー                     | 83：中国中央病院 |                                                                                      |
| 9      | ■ 中国バス                               | 91-1：曙循環 |                                                                                      |
| 9      | ■ 鞆鉄道                                 | 92-1：東回り 92-2：西回り |                                                                                      |
| 10     | ■ 中国バス ■ 井笠バスカンパニー ■ 鞆鉄道 | 02（青ルート）：福山駅北口 |                                                                                      |
| 11・12 | 降車専用                                 | 降車専用 | 降車専用                                                                             |

福山駅南口からは福山エーガル8シネマズ、ラウンドワン福山店、福山コロナワールドとのシャトルバスも発着している。

## 隣の駅
西日本旅客鉄道（JR西日本）
 山陽新幹線
新倉敷駅 - 福山駅 - 新尾道駅
  山陽本線
東福山駅 (JR-W13)- 福山駅 (JR-W14/JR-X14) - 備後赤坂駅 (JR-X15)
 福塩線（井原鉄道直通を含む）
福山駅 - 備後本庄駅

### かつて存在した路線
鉄道省（国有鉄道）
福塩線（旧線）
両備福山駅 - 胡町駅
鞆鉄道
鞆鉄道線
福山駅 - 三ノ丸駅

## 両備福山駅
1914年（大正3年）7月21日 に開業した両備軽便鉄道の始発駅。福山城東外堀を埋立てた地にあり、駅舎は平屋建てで北側には車庫が建てられていた。1935年（昭和10年）、福塩線の新線切替により福山駅に統合・廃止された。現在はコンビニエンスストアや駐車場などになっており、当時の面影は残っていない。